# Edwige Tra Lou
Tra Lou Edwige est une joueuse de handball de Côte d'Ivoire.

## Clubs
- Réal Athletic Club
- Cocody HBC

## Palmarès
- L'équipe nationale féminine de Côte d'Ivoire a décroché la médaille d'argent aux Jeux africains disputés à Abuja au Nigeria en 2003.